# レディイーライ
レディイーライ (Lady Eli) はアメリカ合衆国の競走馬、繁殖牝馬である。主な勝ち鞍は2014年のブリーダーズカップ・ジュヴェナイルフィリーズターフ(G1)、2015年のベルモントオークス招待ステークス(G1)、2016年のフラワーボウルステークス（G1）、2017年のゲイムリーステークス(G1)、ダイアナステークス(G1)。

## 戦績
2012年2月2日に誕生。2014年8月にサラトガ競馬場でデビューし、イラッド・オルティス・ジュニア騎乗で初勝利を挙げる。以後、引退までの全レースでオルティスが手綱を取った。2歳時は3戦無敗でブリーダーズカップ・ジュヴェナイルフィリーズターフを制した。
2015年はベルモントオークス招待ステークスでG1レース2勝目を挙げ、デビューから無傷の6連勝を達成。しかし、その後難病の蹄葉炎を発症し、1年以上の休養を余儀なくされた。2016年8月に復帰し、初戦のボールストンスパステークスで2着に敗れて初の敗戦を喫したが、次戦のフラワーボウルステークスを制して復活を果たす。続くブリーダーズカップ・フィリー&メアターフは地元のエースとして迎えたが、ランフランコ・デットーリ騎乗の英国馬クイーンズトラスト（Queen's Trust）にハナ差交わされて2着に惜敗した。
2017年はゲイムリーステークス、ダイアナステークスを制し、G1勝利数を5に伸ばした。ラストランの予定であったブリーダーズカップ・フィリー&メアターフで前年の雪辱を期したが、レース中に裂傷を負った影響で初めて連対を外す7着に敗れた。予定されていたセールへの上場も中止され、年が明けるまで現役続行か引退かの結論は定まらなかった。
2018年1月16日になって正式に現役引退が発表された。その直後、前年のエクリプス賞最優秀芝牝馬の受賞が決まった。

### 競走成績
以下の内容は、Racing Postの情報に基づく。
| 出走日     | 競馬場           | 競走名                           | 格 | 距離   | 着順 | 騎手            | 着差     | 1着（2着）馬         |
| ---------- | ---------------- | -------------------------------- | -- | ------ | ---- | --------------- | -------- | -------------------- |
| 2014.08.25 | サラトガ         | 未勝利                           |    | 芝8.5f | 1着  | I.オルティスJr. | ハナ     | （Complicated）      |
| 0000.09.28 | ベルモントパーク | ミスグリヨステークス             | G3 | 芝8.5f | 1着  | I.オルティスJr. | 3馬身    | （Margaret Reay）    |
| 0000.10.31 | サンタアニタ     | BCジュヴェナイルフィリーズターフ | G1 | 芝8f   | 1着  | I.オルティスJr. | 2馬身3/4 | （Sunset Glow）      |
| 2015.04.12 | キーンランド     | アパラチアンステークス           | G3 | 芝8f   | 1着  | I.オルティスJr. | 2馬身1/2 | （Miss Temple City） |
| 0000.05.31 | ベルモントパーク | ワンダーアゲインステークス       |    | 芝9f   | 1着  | I.オルティスJr. | 1/2馬身  | （Heath）            |
| 0000.07.04 | ベルモントパーク | ベルモントオークス招待ステークス | G1 | 芝10f  | 1着  | I.オルティスJr. | 2馬身3/4 | （Listen In）        |
| 2016.08.27 | サラトガ         | ボールストンスパステークス       | G2 | 芝8.5f | 2着  | I.オルティスJr. | 3/4馬身  | Strike Charmer       |
| 0000.10.08 | ベルモントパーク | フラワーボウルステークス         | G1 | 芝10f  | 1着  | I.オルティスJr. | 3/4馬身  | （Sentiero Italia）  |
| 0000.11.05 | サンタアニタ     | BCフィリー&メアターフ            | G1 | 芝10f  | 2着  | I.オルティスJr. | ハナ     | Queen's Trust        |
| 2017.04.15 | キーンランド     | ジェニーワイリーステークス       | G1 | 芝8.5f | 2着  | I.オルティスJr. | アタマ   | Dickinson            |
| 0000.05.27 | サンタアニタ     | ゲイムリーステークス             | G1 | 芝9f   | 1着  | I.オルティスJr. | 1/2馬身  | （Goodyearforroses） |
| 0000.07.22 | サラトガ         | ダイアナステークス               | G1 | 芝9f   | 1着  | I.オルティスJr. | アタマ   | （Quidura）          |
| 0000.08.26 | サラトガ         | ボールストンスパステークス       | G2 | 芝8.5f | 1着  | I.オルティスJr. | 1馬身1/2 | （Dickinson）        |
| 0000.11.04 | デルマー         | BCフィリー&メアターフ            | G1 | 芝9f   | 7着  | I.オルティスJr. | 3馬身3/4 | Wuheida              |

## 繁殖牝馬時代
繁殖1年目の2018年はウォーフロントが種付けされた。その仔を受胎した状態で前年欠場したキーンランド11月繁殖セールに上場され、ヒルンデイルファームによって420万ドル（当時のレートで約4億8000万円）で落札された。

## 血統表
| レディイーライの血統     | レディイーライの血統                           | レディイーライの血統                           | （血統表の出典）                               | （血統表の出典） |
| 父系                     | ミスタープロスペクター系                       | ミスタープロスペクター系                       | ミスタープロスペクター系                       | [ § 2 ]          |
| 父 Divine Park 2004 鹿毛 | 父の父Chester House 1995 黒鹿毛                | Mr. Prospector                                 | Raise a Native                                 | Raise a Native   |
| 父 Divine Park 2004 鹿毛 | 父の父Chester House 1995 黒鹿毛                | Mr. Prospector                                 | Gold Digger                                    |                  |
| 父 Divine Park 2004 鹿毛 | 父の父Chester House 1995 黒鹿毛                | Toussaud                                       | El Gran Senor                                  | El Gran Senor    |
| 父 Divine Park 2004 鹿毛 | 父の父Chester House 1995 黒鹿毛                | Toussaud                                       | Image of Reality                               |                  |
| 父 Divine Park 2004 鹿毛 | 父の母High in the Park 1994 栗毛               | Ascot Knight                                   | Danzig                                         | Danzig           |
| 父 Divine Park 2004 鹿毛 | 父の母High in the Park 1994 栗毛               | Ascot Knight                                   | Bambee T.T.                                    |                  |
| 父 Divine Park 2004 鹿毛 | 父の母High in the Park 1994 栗毛               | Czar's Princess                                | Czaravich                                      | Czaravich        |
| 父 Divine Park 2004 鹿毛 | 父の母High in the Park 1994 栗毛               | Czar's Princess                                | Honor an Offer                                 |                  |
| 母 Sacre Coeur 2000 鹿毛 | 母の父Saint Ballado 1989 黒鹿毛                | Halo                                           | Hail to Reason                                 | Hail to Reason   |
| 母 Sacre Coeur 2000 鹿毛 | 母の父Saint Ballado 1989 黒鹿毛                | Halo                                           | Cosmah                                         |                  |
| 母 Sacre Coeur 2000 鹿毛 | 母の父Saint Ballado 1989 黒鹿毛                | Ballade                                        | Herbager                                       | Herbager         |
| 母 Sacre Coeur 2000 鹿毛 | 母の父Saint Ballado 1989 黒鹿毛                | Ballade                                        | Miss Swapsco                                   |                  |
| 母 Sacre Coeur 2000 鹿毛 | 母の母Kazadancoa 1978 鹿毛                     | Green Dancer                                   | Nijinsky                                       | Nijinsky         |
| 母 Sacre Coeur 2000 鹿毛 | 母の母Kazadancoa 1978 鹿毛                     | Green Dancer                                   | Green Valley                                   |                  |
| 母 Sacre Coeur 2000 鹿毛 | 母の母Kazadancoa 1978 鹿毛                     | Khazaeen                                       | Charlottesville                                | Charlottesville  |
| 母 Sacre Coeur 2000 鹿毛 | 母の母Kazadancoa 1978 鹿毛                     | Khazaeen                                       | Aimee                                          |                  |
| 母系(F-No.)              | 22号族(FN:22-d)                                | 22号族(FN:22-d)                                | 22号族(FN:22-d)                                | [ § 3 ]          |
| 5代内の近親交配          | Northern Dancer5×5×5=9.38%、Nijinsky5×4＝9.38% | Northern Dancer5×5×5=9.38%、Nijinsky5×4＝9.38% | Northern Dancer5×5×5=9.38%、Nijinsky5×4＝9.38% | [ § 4 ]          |
| 出典                     | 1. 2. 3. 4.                                    | 1. 2. 3. 4.                                    | 1. 2. 3. 4.                                    | 1. 2. 3. 4.      |

- 6代母Eclairはファルマスステークス勝ち馬。
- 母の姉Afleet Francaisの子孫にマディソンステークス勝ち馬のスパイスドパーフェクションがいる。
- 3代母Khazaeenまで遡ると、キングカメハメハなども近親にあたる。